# Antena odwrócone V
Antena odwrócone V – antena dipolowa z ramionami nachylonymi do dołu, tak aby tworzyły one kąt wierzchołkowy Δ = 60-120° (optymalnie 90°).
Antena ta, w porównaniu z dipolem prostym półfalowym, zajmuje mniej miejsca, wymaga tylko jednego punktu zawieszenia oraz ma bardziej dookólną charakterystykę promieniowania. Stosowana jest często przez krótkofalowców na falach krótkich.